# Chris James
Christopher Paul James (Wellington, 1987. július 4.) új-zélandi válogatott labdarúgó, aki a Colorado Springs játékosa.

## Pályafutása
Az angol Fulham csapatánál nevelkedett, majd itt is lett profi játékos, de a bajnokságban a felnőttek között nem kapott lehetőséget. 2007-ben egyéves hosszabbítási lehetőséget ajánlott számára a klub, amit ő nem fogadott el. 2008-ban kétéves szerződést írt alá a finn Tampere United együttesével. Két alkalommal kisebb finn csapatoknak kölcsönbe adták, majd 2010-ben az angol Barnet FC alkalmazásába állt. 2011 és 2013 között a finn APIA és Kuopion PS csapatainál játszott. Ezután aláírt a francia Sedanhoz, ahol megnyerték a negyedosztályt. Egy szezont követően visszatért Finnországba az Ekenäs IF és a Haka együtteseihez. 2017-től a Colorado Springs játékosa.
Az angol korosztályos válogatottakban is megfordult.
Az új-zélandi U20-as válogatott tagjaként a 2007-es U20-as labdarúgó-világbajnokságon részt vett. A felnőtt válogatott tagjaként részt vett a 2008-as OFC-nemzetek kupáján és a 2009-es konföderációs kupán.

## Sikerei, díjai

### Klub
- Tampere United
  - Finn ligakupa: 2009
- Sedan
  - CFA: 2014–15

### Válogatott
- Új-Zéland
  - OFC-nemzetek kupája: 2008